# Fritz Rudolf Kraus
Fritz Rudolf Kraus (Spremberg, 21 maart 1910 – Oegstgeest, 19 januari 1991; roepnaam: Rudolf) was een Duits-Oostenrijks assyrioloog en hoogleraar aan de Rijksuniversiteit Leiden.
Kraus werd in Spremberg (Pruisen) geboren als zoon van een uit Oostenrijk afkomstige joodse lakenfabrikant die zich tot het christendom had bekeerd, en een protestantse moeder. Hij studeerde assyriologie in München bij F. Hommel (1928-1930) en in Leipzig bij Benno Landsberger en Paul Koschaker. Hij volgde ook colleges Arabisch, Turks, Oud-Egyptisch en Koptisch. In augustus 1935 promoveerde hij bij Landsberger op het proefschrift Die physiognomischen Omina der Babylonier. In 1937 vertrok hij naar Istanboel omdat er voor hem als halfjood onder het nazi-regime geen beroepsperspectieven waren in Duitsland. Zijn promotor Landsberger was ook naar Turkije geëmigreerd en regelde voor hem een aanstelling bij de afdeling kleitabletten van het Archeologisch museum van Istanboel (2 augustus 1937).
Als conservator was Kraus verantwoordelijk voor de collectie van ruim 70.000 kleitabletten (of fragmenten van tabletten). Zijn taak was deze te classificeren en te catalogiseren. Hij pakte deze grote klus systematisch aan en produceerde een catalogus die nog steeds wordt gebruikt. Zijn werk moest hij vaak onder moeilijke omstandigheden verrichten. Hij werkte steeds op tijdelijke contracten; er was ook een periode waarin hij geen aanstelling had en door vrienden onderhouden moest worden. In Istanboel leerde Kraus Chariklia Anastasiadis kennen, een Turkse van Griekse afkomst, met wie hij trouwde op 15 april 1946. Vanaf 1941 gaf hij ook college aan de Universiteit van Istanboel.
In 1949 werd hij benoemd tot bijzonder hoogleraar Semitische taalkunde en Archeologie van Klein-Azië aan de Universiteit van Wenen. Hij verhuisde naar Wenen en nam de Oostenrijkse nationaliteit aan. In 1953 werd hij benoemd aan de Rijksuniversiteit Leiden tot hoogleraar Assyriologie. Hij ging met emeritaat in 1980. Op 21 oktober 1988 overleed zijn echtgenote Chariklia; zelf stierf hij twee jaar later.
Kraus’ werk als conservator in Istanboel en zijn studie van de Oud-Babylonische periode worden beschouwd als zijn belangrijkste bijdragen aan de assyriologie. Hij was lid van de Koninklijke Nederlandse Akademie van Wetenschappen (1960), Honorary Member of the American Oriental Society (1978) en Corresponding Member of the British Academy (1988). Hij ontving het Ereteken van Verdienste voor de Republiek Oostenrijk (1968) en de Orde van Verdienste van de Bondsrepubliek Duitsland (1989).